# Jonghi
Jonghi est une marque de moto française, créée en 1930, connue pour ses motos qui ont gagné de grandes courses, telles le Bol d'or 1932, le Record du Monde des 24 Heures en 1933 ou encore le Record du Monde de l'Heure en 250 cm3 en 1934.

## Historique
La société est née de la rencontre de l'Argentin Tito Jonghi (financement initial) et de l'Italien Giuseppe Remondini (dessin et réalisation). Les Jonghi ont été ensuite fabriquées par trois sociétés successives : « Constructions mécaniques Jonghi » de mi-1930 à mi-1932, « Constructions mécaniques Remondini Père et Fils » de mi-1932 à 1944, « Société nouvelle des motocyclettes et vélomoteurs Jonghi » de 1944 à 1957.

## Les motocyclettes Jonghi

### Juin 1930 à juillet 1931, Les Nagas & Ray en France
Le premier catalogue Jonghi, quatre pages recto-verso en noir et blanc, est publié en septembre 1930.
Giuseppe en France et Pietro Remondini en Italie sont toujours des salariés de Tito. Pietro rejoint Giuseppe Remondini en France durant l'été 1930. Pietro sera chargé d'exécuter les dessins de la nouvelle moto Jonghi. Le réservoir en selle étant à la mode depuis 1928 en France, quelques Nagas & Ray entres tubes sont réservées à la compétition avec pour seule modification, l'application du monogramme JONGHI sur leurs réservoirs d'essence. Pour les machines de série, un réservoir en selle est installé.
Malgré ces défauts de jeunesse, la nouvelle marque fait beaucoup de bruit dans la presse spécialisée de par sa légèreté, sa pointe de vitesse et sa tenue de route.[réf. nécessaire] De nombreuses publicités paraissent également sous le nom Les Constructions Mécaniques Jonghi.
Tito ayant aussi investi dans des actions des voitures de luxe Voisin, il se rend de temps à autre chez un carrossier qui sous-traite pour cette société automobile. C'est là que Tito Jonghi et Giuseppe Remondini observent les qualités de Louis Jeannin sur sa Norton culbutée modèle 18, il travaille comme mécanicien en face chez un motociste. Après quelques essais sur la piste de l'autodrome de Linas-Montlhéry, il est engagé chez Jonghi en tant que coureur et metteur au point. Outre Louis Jeannin, l'équipe Jonghi comprend Marcel Perrin, Poupard et Lemoine (l'un des pseudonymes de Georges Monneret dans sa jeunesse).
Les études de numéros de série de Jonghi indiquent qu'environ 26 Nagas & Ray/Jonghi furent terminées ou assemblées pour cette période (sinon vendues : la photo prise à l'usine lors du reportage de Moto Revue pour la présentation de la nouvelle Jonghi latérale pour son numéro 444 de septembre 1931, donc prise durant l'été 1931, montre encore cinq anciens modèles sur les bancs d'assemblages).

### Juillet 1931 à mars 1944, la marque de fabrique Jonghi

#### Juillet 1931 à juin 1934
En 1931, compte tenu de l'évolution de la société, Tito Jonghi décide de créer, le 10 octobre 1931, une société en collective, enregistrée au registre du commerce de la Seine sous le numéro 249 662 B et sous le nom déjà utilisé dans les publicités « Les Constructions Mécaniques Jonghi », avec son siège à la même adresse au 1 bis, rue de la Seine à Choisy-le-Roi. Le capital est de 100 000 FF et le but déclaré de la société est les constructions mécaniques et plus particulièrement fabrication et vente de freins de motos. Tito et Giuseppe sont donc associés avec 50 % chacun, Tito pour le financement et Giuseppe pour le design et la fabrication.

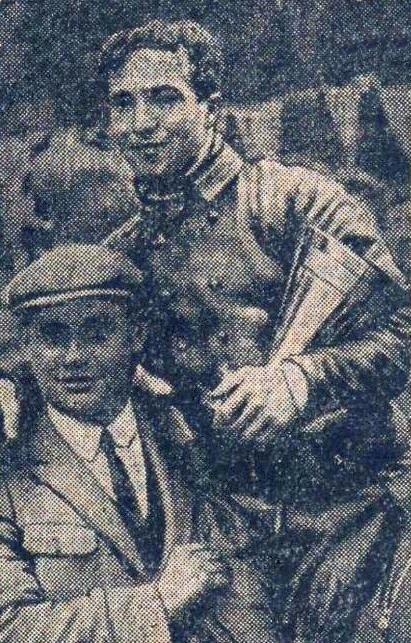
Louis Jeannin, vainqueur du Bol d'or 1932 sur Jonghi.

Le 15 mai 1932, Louis Jeannin remporte la course du Bol d'or dans la catégorie 350 cm3,. La marque Jonghi est remarquée à l'occasion d'une une « belle victoire » par la splendide performance de l'équipe.
Le 22 octobre 1932, le quotidien L'Auto écrit « La 350 Jonghi est proclamée champion de France, avec Jeannin. La firme Jonghi, française, est la seule sur le marché fabriquant et livrant à la clientèle un bloc-moteur à quatre vitesses strictement conforme à ceux employés par elle en compétition. Cela confirme les formidables succès remportés par cette marque : grand prix d'Europe à Rome, Bol d'or et championnat de France à Montlhéry ».
La société prévoit une construction initiale de 600 motos. Mais la société est en difficulté compte tenu du peu de ventes, Tito se retire et Giuseppe Remondin prend le relais. Il change le nom de la société en « Les Constructions Mécaniques Remondini Père et Fils » le 28 juin 1932 en gardant le même numéro de RC. La rue ayant été renommée, l'adresse est désormais le 1 bis, rue Georges-Clemenceau. Pietro et Giuseppe Remondini organisent alors la fabrication de quelque cinquante à soixante motos TJ 4.
Si Tito s'est retiré, il est resté en bons termes avec Giuseppe Remondini il apparaît encore lors de diverses manifestations sportives, on le voit encore lors du Championnat de France en septembre 1932 sur le circuit de Linas-Montlhéry en compagnie de Louis Jeannin sur la TJ 4 victorieuse en catégorie 350 cm3.
Mais les trois fameuses TJ 4 TT de course qui avaient tout gagné disparaissent totalement avant la fin de l'année 1932. Elles étaient toutes les trois engagées pour le Tourist Trophy de l'île de Man mais l'engagement fut annulé sous le prétexte d'un incendie à l'usine qui les auraient détruites, mais de fait probablement le manque de financement.
En mars 1933, le fabricant d'huile Mobiloil vient au secours de Jonghi et finance la tentative du record du monde des 24 heures à Linas-Montlhéry. Giuseppe Remondini espère que la publicité européenne relancera des ventes qui sont toujours faibles. Après deux échecs, le succès arrive enfin mais la situation financière ne s'améliore toujours pas.
Giuseppe et Pietro ne peuvent que mettre leur société en faillite volontaire le 17 mai 1933. Un administrateur est nommé et il consent à garder l'usine ouverte moyennant une réduction des ouvriers et des salaires. Giuseppe Remondini de son côté va voir Tito Jonghi et le menace de poursuites, vu que la société était de facto déjà en faillite avant le changement de propriétaires en juin 1932. Tito verse alors une somme qui permet à Giuseppe de satisfaire la majorité des créances. Il sera donc majoritaire lorsque le concordat fut voté. Comme décidé, le personnel est réduit et ne comporte désormais que Giuseppe et Pietro Remondini, Louis Jeannin et deux autres ouvriers. L'administrateur autorise toutefois la création de deux nouvelles et coûteuses motos de compétition courant 1933. La première, une 350 cm3 à double arbre à cames en tête,, apparaît en septembre 1933 pour le Grand Prix de France à Linas-Montlhéry sans soulever trop d'enthousiasme et elle ne ressortira que bien modifiée courant 1935, faute de finances ou de mise au point.
La deuxième est une 250 cm3 du même type qui, d'emblée lors de sa première sortie aux mains de Louis Jeannin, montre sa classe internationale en battant le très envié Record de l'Heure en 250 cm3 à plus de 156 km/h, toujours à Linas-Montlhery et une fois de plus avec l'aide financière des huiles Mobiloil. Elle remporte aussi le Grand Prix de France du M.C.F. en 1935 pilotée par Louis Jeannin et le Fond de Course Motocycliste en 1938 pilotée par Georges Monneret,.

#### Juin 1934 à mars 1944
Un moteur est dessiné pour la catégorie fiscale très favorable des bicyclettes à moteur auxiliaire (B.M.A.) de 100 cm3, muni d'un classique piston à déflecteur, donc à unique transfert à l'opposé de la lumière d'échappement. Il est breveté par Giuseppe Remondini le 27 août 1936>.
Un second moteur de 175 cm3, muni de deux lumières d'échappement diamétralement opposées et de deux transferts, aussi à 180 degrés, nécessitant un piston assez spécial dont la calotte est en forme de H, reste à l'état de prototype. Il est cependant présenté à la presse et exposé au salon de Paris 1937 sur le stand Prester.
Ces deux moteurs possèdent un nouveau changement de vitesses original qui aura une nombreuse filiation après-guerre : la transmission primaire possède trois démultiplications différentes via 3 jeux de pignons aux rapports différents et avec une sélection par billes internes dans l'arbre secondaire, le tout allié à une commande des vitesses au pied.
Un autre projet est réalisé avec la Société des Side-Cars Bernardet en participation commune (comme pour Jonghi : dessin et réalisation de Giuseppe et financement par les trois frères Bernardet). Ce projet a également été breveté sous les deux noms de Bernardet et Remondini et concerne les parties mécanique et suspension d'une intéressante voiture de 1 500 cm3 à traction avant et suspensions totalement indépendantes sur les quatre roues
Un ultime projet prend le dessus et se montrera le plus satisfaisant au point de vue financier. En février 1935, un accord est signé entre d'une part les « Constructions Mécaniques Remondini Père et Fils » et d'autre part la société motocycliste Prester des frères Robert et Adolphe Eichel : la société des « Constructions Mécaniques Remondini Père et Fils » loue le nom Jonghi à la société Prester et l'autorise à prendre le nom de Prester-Jonghi pour deux nouveaux modèles Prester,.
Une nouvelle TJ 4 améliorée avec sélecteur au pied est déclinée en trois et quatre vitesses et Giuseppe vend à Prester la licence d'exploitation de son moteur B.M.A. 100 cm3. D'autre part, Prester s'engage à sous-traiter l'assemblage de tous les moteurs de 100 cm3 à la société Les Constructions Mécaniques Remondini Père et Fils. Les Jonghi de course, désormais juste les uniques 350 cm3 et 250 cm3 double arbre, seront louées à la demande et sortiront aussi souvent que possible sous les couleurs et aux frais de la société Prester.
Les Constructions Mécaniques Remondini Père et Fils assemblèrent environ 2 500 moteurs de BMA pour Prester, mais un gros différent apparaît entre les frères Eichel. Robert se retire fin 1938 et la firme Prester se trouve en faillite très rapidement. En effet, les petits 100 cm3 sont chers, et, les frères ayant tout misés sur eux, Prester se trouve désormais sans modèles de base similaires aux BMA à moteur Aubier-Dunne de leur période 1935 à 1936.
La société des Constructions Mécaniques Remondini Père et Fils arrête son activité de facto à la déclaration de la guerre.

### Mars 1944 à 1957: la Société nouvelle des motocyclettes et vélomoteurs Jonghi
|                                                                               |         |                                                                                 |  |
| 7 octobre 1951, Autodrome de Linas-Montlhéry (Circuit 6,3 km) Coupes du Salon |         |                                                                                 |  |
|                                                                               | 175cc : | 1. Pierre Monneret (FB-Mondial), 2. Michel (Jonghi), 3. Gaston Gaury (Morini).. |  |

(Correction de la date trouvé dans un article de presse) Pierre Michel 2ème en 1951
Pierre MICHEL avait construit le 125cc Jonghi N°2 afin de un record de vitesse mais étant tombé malade il à vendu ce Jonghi à Jean-Pierre BELTOISE qui a ensuite été restauré par Max COUEILLE (photo ci-dessous)

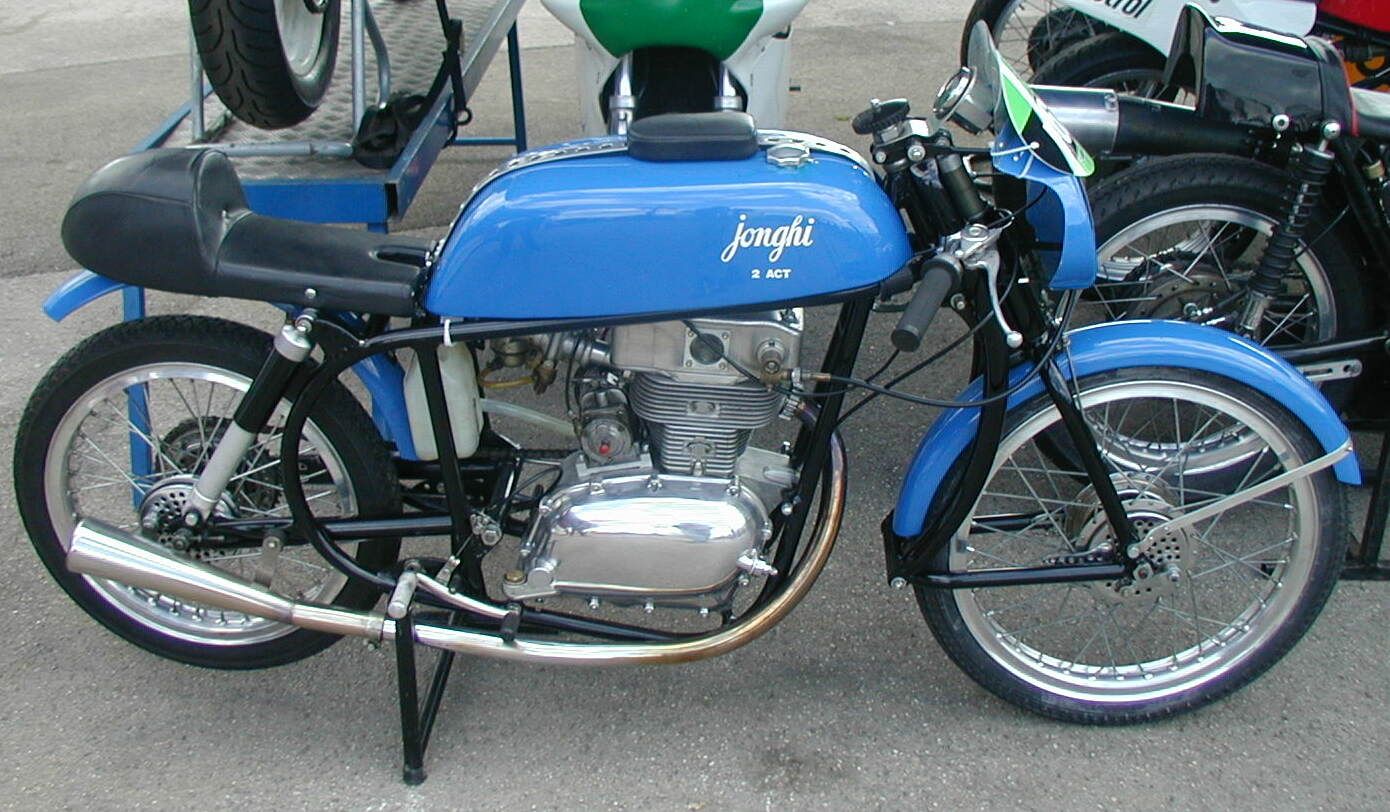
Jonghi 125 2ACT de 1955

Pietro Remondini quitte définitivement la France en 1940 et retourne en Italie. Giuseppe Remondini et sa famille habitent Torfou, à deux pas du circuit de Linas-Montlhéry. En 1943, il reçoit la visite du président de la SATAM, société fondée en 1923 et spécialisée dans la fabrique d'appareils de mesure et de distribution. Ils discutent de la possibilité de l'absorption des Constructions Mécaniques Remondini Père et Fils dans le giron de la SATAM et de la participation de Giuseppe Remondini pour créer de nouveaux modèles. Mais la politique de l'économie dirigée du gouvernement de Vichy (en particulier l'impossibilité pour une usine de faire des produits qu'elle ne fabriquait pas avant 1938) et les pénuries de matières premières font que la SATAM ne peut être directement impliquée au départ. Une nouvelle société est donc créée le 1er mars 1944 sous le nom de « Société Nouvelle des Motocyclettes et Vélomoteurs Jonghi » avec la même adresse à Choisy-le-Roi sous le RC 292 795 B, avec pour but déclaré l'exploitation du brevet 811 083 du 27 août 1936 (le moteur 100 cm3 BMA) avec un capital de 100 000 Francs.
Giuseppe Remondini cède donc le brevet et le nom Jonghi à la SATAM.
Giuseppe garde son indepandance et dessinera en sous-traitance tous les modèles Jonghi de la SATAM : les 100 cm3 R et "T"  (R pour Remondini ?), la 125 cm3 à 1 ACT D, les 125 cm3 2 temps E, les 250 cm3 H et le 125 cm3 Polo, tous munis de la fameuse boite à sélection par billes créée avant-guerre. La SATAM arrêtera sa production motocycliste vers 1956 en raison du peu de succès des 250 H et du Polo.